# Альварес де Толедо, Мануэль Хоакин
Мануэ́ль Хоаки́н А́льварес де Толе́до Португа́л-и-Ко́рдова Монрой-и-Айя́ла, также известный как Мануэ́ль Хоаки́н А́льварес де Толе́до Португа́ль-и-Пименте́ль (исп. Manuel Joaquín Álvarez de Toledo Portugal y Córdoba Monroy y Ayala, Manuel Joaquín Álvarez de Toledo Portugal y Pimentel; 6 января 1641, Памплона — 23 декабря 1707, Барселона) — испанский аристократ и политик. Он носил титулы: 8-й граф Оропеса, 7-й граф Алькаудете, 7-й граф де Делейтоса, 4-й маркиз Фречилья и Вильяррамьель, 3-й маркиз Вильяр-де-Граханехос и 4-й маркиз Харандилья. Он получил звание гранда от короля Испании Карлоса II. Также являлся дважды валидо во время правления этого монарха: в 1685—1689 и 1698—1699 годах. Он также занимал должности королевского дворянина, государственного советника, президента Совета Кастилии и Совета Италии.

## Биография
Родился 6 января 1641 года в Памплоне. Сын Дуарте Фернандо Альвареса де Толедо Португаля (1620—1671), 7-го графа Оропеса, 6-го графа Делейтоса, 3-го маркиза де Фречилься-и-Вильяррамьель, 3-го маркиза Харандилься, и Аны Моники Фернандеса де Кордовы и Суньиги или Аны Моники де Суньига-и-Фернандес де Кордовы, 6-й графини Алькаудете и 2-й маркизы де Вильяр-де-Граханехос, от которых он и унаследовал свои дворянские титулы.
Он женился 27 июля 1664 года в церкви Сан-Себастьян в Мадриде на Изабель Пачеко Веласко (1650—1691), дочери Мальчора Пачеко Хирона, 4-го графа де Ла-Пуэбла-де-Монтальбан (1623—1650), и Хуаны де Веласко и Товар (1623—1687). У супругов было двое детей:
- Висенте Педро Альварес де Толедо Португал, 9-й граф Оропеса (19 апреля 1687 — 5 июля 1729)
- Ана Мария Альварес де Толедо Португал, 11-я графиня Оропеса (6 декабря 1707 — 14 октября 1729)

Дворянская фракция во главе с графом Оропеса выступила против дона Хуана Хосе Австрийского, внебрачного сына испанского короля Филиппа IV и валидо короля Карлоса II. Хуан Хосе Австрийский скончался в 1679 году, и после периода, когда его сменил Хуан Франсиско де ла Серда-и-Энрикес де Рибера, 8-й герцог де Мединасели (1680—1685), он стал президентом Совета Кастилии в 1684 году. Он добился максимального доверия королевы Марии Луизы Орлеанской (1662—1689) в 1685 году, став валидо короля Карлоса II.
Было предложено провести необходимые реформы, для чего он попытался навести порядок в бедственном положении государственных финансов, разработав план стабилизации, чтобы сбалансировать бюджет. Он составил фиксированный бюджет, чтобы уравновесить расходы испанского двора как средство избежать новых банкротств, снизил налоги, аннулировал долги перед муниципалитетами и реформировал кадастр. Для этого он применил непопулярные меры, основанные на денежной реформе, сокращении и упрощении неповоротливой и огромной испанской бюрократии. Точно так же неурожаи, связанные с климатическими явлениями, не способствовали достижению баланса в экономике. Чтобы сделать государственное управление более эффективным, на ключевые посты вместо дворян поставили специалистов.
Влияние дворянской фракции не прекратилось, и в 1689 году, со смертью королевы Марии Луизы Орлеанской, которая не смогла родить сына и наследника королю Карлосу II, сторонники кардинала Портокарреро и герцога Аркос столкнулись с Мануэлем Хоакином Альваресом де Толедо, пришедшему к власти благодаря второму браку короля с Марией Анной Нейбургской. Новая королева, которая тоже не могла подарить королю наследника, не поддерживала графа Оропеса.
1 августа 1690 года король Карлос II пожаловал 8-му графу Оропеса высший титул испанской знати в дворянской иерархии: гранд Испании.
Несмотря на это, столкновения с дворянами продолжались, и граф оставил свои посты в 1691 году, и ему было приказано держаться подальше от двора в своем поместье Ла-Пуэбла-де-Монтальбан.
Мануэль Хоакин Альварес де Толедо-и-Португал был снова вызван ко двору в 1696 году, вновь заняв пост президента Совета Кастилии, а в 1698 году — максимальную власть, снова как валидо правящего монарха. Дав понять, что король Карлос II, последний представитель испанской ветви Габсбургов, не будет иметь прямой преемственности, он предложил принца Иосифа Фердинанда Баварского в качестве кандидата на вакантный испанский королевский престол, но тот умер в феврале 1699 года, и граф Оропеса выбрал эрцгерцога Карла Австрийского, впоследствии ставшего императором Священной Римской империи Карлом VI, в попытке продолжить род Габсбургов. В этом случае Оропесу поддержала королева-консорт Мария Анна Нейбургская.
Граф Оропеса из-за проблемы с завещанием о наследовании короля столкнулся со сторонниками наследования во французском доме Бурбонов. К этому сопротивлению добавился мятеж кошек в апреле 1699 года, волнение, очевидно развязанное жителями Мадрида в результате отсутствия и повышения цен на хлеб. За все это граф Оропеса снова попал в немилость. Его сменил кардинал Портокарреро, сторонник преемственности французских Бурбонов.
Несмотря на это, король Карлос II до конца жизни сохранял к нему привязанность. Так, в письме, написанном государем в феврале 1700 года, в том же году его смерти, он выражал:
Я хотел сказать вам здесь о гарантии, с которой вы можете быть удовлетворены моими большими заслугами, и что, как только это будет предложено вашей особе и дому, вы испытаете то, что я всегда любил вас и что я уважаю вас.
Король Испании Карл II составил завещание 3 октября 1700 года в пользу герцога Филиппа Анжуйского, внука короля Франции Людовика XIV и его сестры, инфанты Марии Терезы Австрийской (1638—1683), старшей из дочерей короля Филиппа IV. 1 ноября того же года умер последний испанский король Габсбургов.
Мануэль Хоакин Альварес Толедо, связанный со двором австрийского претендента, умер в 1707 году, во время Войны за испанское наследство, в Барселоне.